# Swedish Pro Tennis Championships
Lo Swedish Pro Tennis Championships è stato un torneo di tennis facente parte del WCT giocato sul sintetico indoor. L'evento si è disputato allo Scandinavium di Göteborg in Svezia dal 1972 al 1973.

## Albo d'oro

### Singolare
| Anno | Vincitore     | Finalista      | Punteggio     |
| ---- | ------------- | -------------- | ------------- |
| 1973 | Stan Smith    | John Alexander | 5–7, 6–4, 6–2 |
| 1972 | John Newcombe | Roy Emerson    | 6–0, 6–3, 6–1 |

### Doppio
| Anno | Vincitori               | Finalisti                      | Punteggio     |
| ---- | ----------------------- | ------------------------------ | ------------- |
| 1973 | Roy Emerson Rod Laver   | Nikola Pilić Allan Stone       | 6–7, 6–4, 6–1 |
| 1972 | Tom Okker Marty Riessen | Ismail El Shafei Brian Fairlie | 6–2, 7–6      |